# Tiboites von Bithynien
Tiboites (altgriechisch Τιβοίτης Tiboítēs; † 220 v. Chr.) war einer der Söhne des Königs Nikomedes I. von Bithynien und dessen zweiter Ehefrau Etazeta (Heptazeta). Seine wahrscheinlichere Namensform war „Zipoites“ bzw. „Zipoitas“.
Bedingt durch den Einfluss von Tiboites’ Mutter hatte Nikomedes I. seinen ältesten aus erster Ehe stammenden Sohn Ziaelas in das Exil nach Armenien getrieben, um ihren Söhnen die Thronfolge zu sichern, die Nikomedes tatsächlich als testamentarische Erben bestimmte. Aber beim Tod des Königs um 255 v. Chr. waren Tiboites und seine Brüder noch unmündig, weshalb die Mutter zunächst die Macht übernahm und dazu einen Bruder ihres verstorbenen Mannes heiratete. Aber unterstützt durch die Galater konnte Ziaelas nach einem Bürgerkrieg letztlich doch die Macht in Bithynien übernehmen und nun seinerseits Tiboites in das Exil treiben. Dieses nahm er in Makedonien, von dessen König Philipp V. er 220 v. Chr. als Prätendent gegen seinen Neffen Prusias I. aufgestellt wurde, als dieser sich im Krieg mit Byzantion befand. Aber schon auf dem Weg zum Hellespont starb Tiboites.